# 27132 Ježek
27132 Ježek è un asteroide della fascia principale. Scoperto nel 1998, presenta un'orbita caratterizzata da un semiasse maggiore pari a 2,3746711 UA e da un'eccentricità di 0,0957172, inclinata di 7,36450° rispetto all'eclittica.